# 新里镇
新里镇，是中华人民共和国河南省信阳市淮滨县下辖的一个乡镇级行政单位。

## 行政区划
新里镇下辖以下地区：
新里村、孙庄村、王角村、陈围孜村、董竹元村、黄李寨村、杨集村、张大营村、芦庄村、大董庄村、云坡村、孟庄村、双庙村、周小庄村、朱小集村、李长营村、张塘坡村、岳围孜村和孙香卜村。